# Хохлатые аргусы
Хохлатые аргусы (лат. Rheinardia) — род птиц из трибы Pavonini семейства фазановых. Включает два вида: Rheinardia ocellata (Вьетнам и Лаос) и Rheinardia nigrescens (Малайзия). Последний вид до 2020 года рассматривался как подвид первого. Красная книга МСОП относит R. ocellata к «видам, находящимся на грани исчезновения» (Critically Endangered), а R. nigrescens — к «видам, близким к уязвимому положению» (Near Threatened).

## Описание
Самцы достигают длины от 180 до 235 см, самки меньше, от 74 до 75 см. Самцы отличаются очень длинными перьями хвоста. Среди современных птиц хохлатые аргусы имеют, возможно, самые длинные перья. Средние из двенадцати перьев хвоста могут достигать длины от 1,5 до 1,7 м, при этом такой длины перья у птиц достигают в пяти-шестилетнем возрасте .
В целом оперение хохлатых аргусов имеет незаметную окраску. Шея самцов каштановая. Оперение тела тёмно-коричневое с маленькими охряными и чёрными пятнами. Голова относительно небольшая. Верхняя часть головы и уши коричневатые. Хохолки по бокам головы, напротив, белёсые. Подбородок и горло серые. У самок отсутствуют не только длинные хвостовые перья, но и в целом их оперение более тусклое и хохолки менее выражены.

## Распространение
Ареал хохлатых аргусов охватывает Вьетнам, Лаос и центральную Малайзию. На полуострове Малакка область распространения ограничена преимущественно территорией национального парка Таман Негара. Аргусы — нередкие птицы в регионах, но из-за их неприметной окраски оперения их трудно обнаружить. Они заметны, прежде всего, далеко разносящимися призывами самцов, которые отличаются в зависимости от вида.
Жизненное пространство хохлатых аргусов — это преимущественно старые леса. Они встречаются на разных высотах. Во Вьетнаме их находят в первичных и вторичных лесах на высоте от 100 до 700 м, а также на плато Далат на высоте от 1 700 до 1 900 м. На полуострове Малакка они встречаются преимущественно на высоте от 800 до 1 000 м.

## Образ жизни
Хохлатые аргусы считаются очень осторожными и пугливыми птицами. Они ищут убежище при самом незначительном беспокойстве в плотном подлеске. Поэтому их образ жизни изучен плохо. Их питание состоит из плодов, насекомых и их личинок, листьев, плодов, а иногда также из амфибий.